# آلخاندرو اسکاودو
آلخاندرو اسکاودو (به انگلیسی: Alejandro Escovedo) (زاده ۱۰ ژانویه ۱۹۵۱) خواننده و ترانه‌سرا آمریکایی-مکزیکی است.
از فیلم‌های معروف او می‌توان به بازی در فیلم ورونیکا مارس اشاره‌کرد.